# Pinguim-imperador
Pinguim-imperador (Aptenodytes forsteri) é a maior ave da família Spheniscidae (pinguins). Os adultos podem medir até 1,22 metros de altura e pesar até 37 kg. Os machos desta espécie são um dos poucos animais que passam o inverno na Antártida.
O pinguim-imperador caracteriza-se pela plumagem multicolorida: cinza-azulado nas costas, branco no abdômen, preto na cabeça e barbatanas. Esta espécie apresenta também uma faixa alaranjada em torno dos ouvidos. Sua alimentação baseia-se em pequenos peixes, krill e lulas, que pescam em profundidades de até 250 metros. O pinguim-imperador pode ficar submerso por cerca de vinte minutos sem respirar. Seus predadores naturais incluem a orca, foca-leopardo e tubarões.
O padrão reprodutivo é bastante característico. As fêmeas põem um único ovo em maio/junho, no final do outono, que abandonam imediatamente para passar o inverno no mar. O ovo é incubado pelo macho durante cerca de 65 dias, que correspondem ao inverno antártico. Para superar temperaturas de -40 °C e ventos de 200 km/h, os machos amontoam-se e passam a maior parte do tempo dormindo para poupar energia. Eles nunca abandonam o ovo, que congelaria, e sobrevivem à base da camada de gordura acumulada durante o verão. A fêmea substitui o macho apenas quando regressa no princípio da primavera. Se a cria choca antes do regresso da mãe, o macho do pinguim-imperador alimenta o filho com secreções de uma glândula especial existente no seu esôfago.

## Taxonomia
O pinguim-imperador foi descrito em 1844, pelo zoólogo britânico George Robert Gray. O seu nome genérico deriva do grego antigo: a/α "sem" pteno-/πτηνο- "pena" ou "asa" e dytes/δυτης "mergulhador". O seu epíteto específico foi dado em honra do naturalista alemão Johann Reinhold Forster, que acompanhou o Capitão James Cook na sua segunda viagem ao Oceano Pacífico e nomeou oficialmente cinco outras espécies de pinguins.
Juntamente com o pinguim-rei (Aptenodytes patagonicus), que possui coloração semelhante mas é menor, o pinguim-imperador é uma das duas espécies extantes do género Aptenodytes. Evidência fóssil de uma terceira espécie, Aptenodytes ridgeni, foi encontrada nos registos fósseis do Plioceno tardio, de há cerca de três milhões de anos, na Nova Zelândia. Estudos comportamentais e genéticos em pinguins têm proposto o género Aptenodytes como sendo basal; por outras palavras, que se separou de um ramo evolutivo que deu origem a todas as outras espécies vivas de pinguins. Evidência nucleares e mitocondriais sugerem que esta separação ocorreu há cerca de 40 milhões de anos.

## Descrição

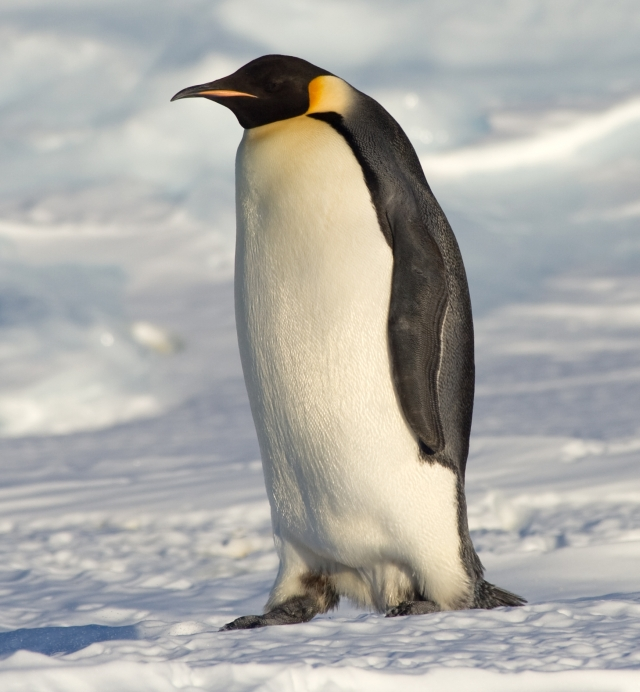
A taxa de sobrevivência média anual do pinguim-imperador é de cerca de 95,1%, com uma esperança média de vida de 19,9 anos.

Um pinguim-imperador adulto tem uma altura de 122 cm e pode pesar entre 22 e 37 kg, dependendo da altura do ciclo reprodutivo em que se encontre; quer o macho quer a fêmea perdem uma quantidade de peso substancial quando se encontram a cuidar das crias e a incubar os ovos. Tal como todas as espécies de pinguins, possuem um corpo esguio que minimiza o atrito enquanto nadam, e asas que se tornaram em barbatanas planas e duras. A língua está equipada com projecções dirigidas para o interior que previnem que as presas capturadas se soltem facilmente. Os machos e as fêmeas são similares em tamanho e coloração. O adulto possui penas dorsais de cor preta, que cobrem a cabeça, a garganta, as costas, a parte dorsal das asas e a cauda. A plumagem preta está bem delineada do resto da plumagem, que é de cor clara. A parte ventral das asas e do corpo são de cor branca, tornando-se de cor amarela pálida na parte mais anterior, enquanto que as manchas auriculares são de um amarelo vivo. A mandíbula superior do longo bico de 8 cm é de cor preta, e a mandíbula inferior pode ser rosa, laranja ou lilás. Nos juvenis, as manchas auriculares e a garganta são brancas, enquanto que o bico é preto. A cria de pinguim-imperador é tipicamente coberta por uma plumagem de cor cinzenta prateada, possuindo uma cabeça preta e máscara branca. Uma cria com plumagem totalmente branca foi encontrada em 2001, mas não foi considerada como um albino, porque não possuía olhos de cor rosa. As crias pesam cerca de 315 g após o nascimento e alcançam cerca de 50% do peso de um adulto na altura em que deixam de depender dos progenitores.

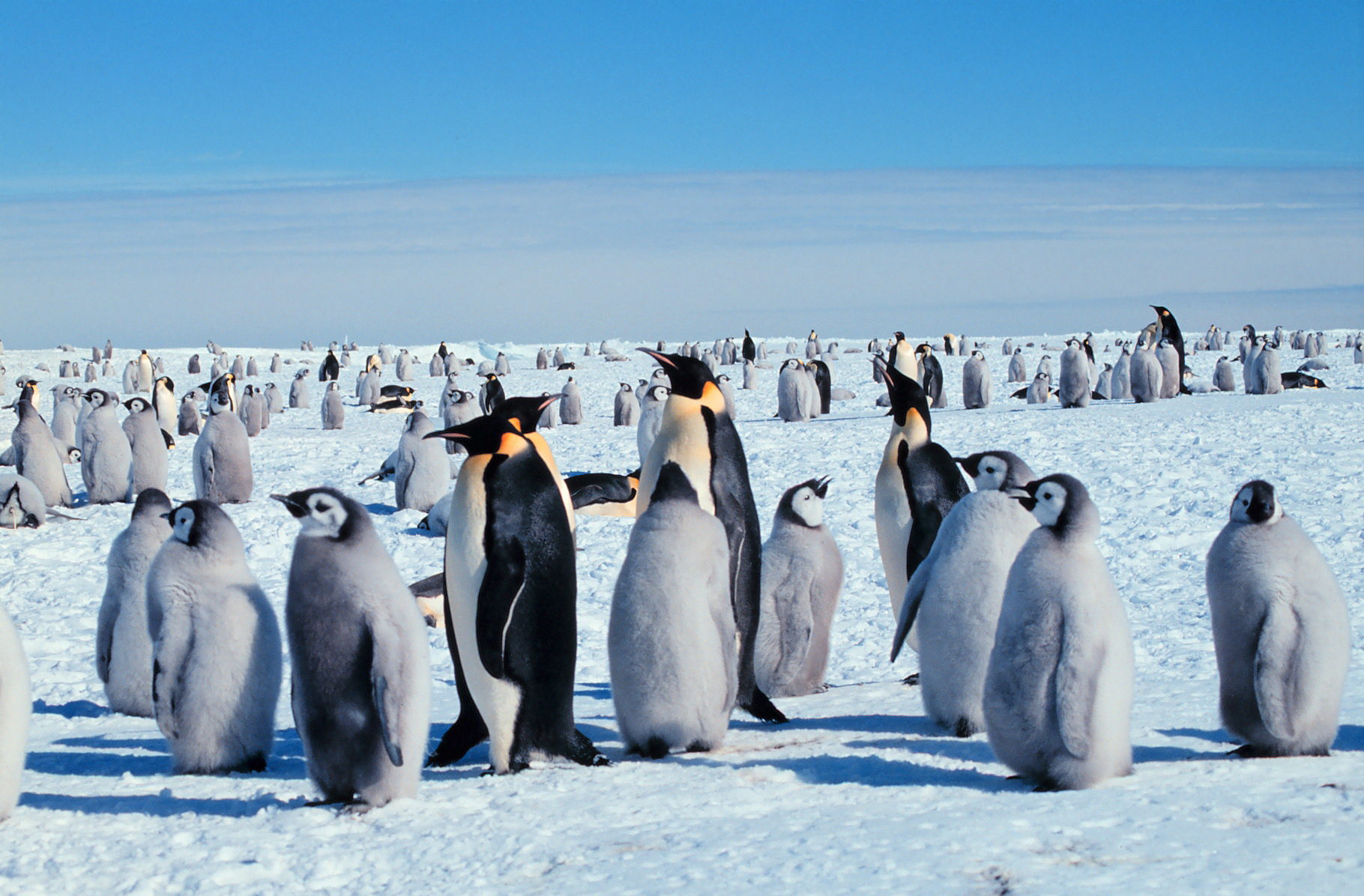
Adultos de pinguim-imperador com crias: eles possuem um corpo esguio que minimiza o atrito enquanto nadam, e asas que se tornaram em barbatanas planas e duras.

A plumagem escura do pinguim-imperador desvanece-se para castanho, de Novembro até Fevereiro, antes da muda (biologia) anual em Janeiro e Fevereiro. A muda é rápida nesta espécie comparado com outras aves, levando cerca de 34 dias. As penas do pinguim-imperador emergem a partir da pele depois de terem crescido um terço do seu comprimento, e antes de as penas mais antigas serem perdidas, com vista a ajudar a reduzir a perda de calor. Novas penas empurram então as mais antigas antes de completarem o seu crescimento.
A taxa de sobrevivência média anual do pinguim-imperador é de cerca de 95,1%, com uma esperança média de vida de 19,9 anos. Os mesmos investigadores estimaram que 1% dos pinguins-imperador nascidos podem potencialmente chegar aos 50 anos. Em contraste, apenas 19% das crias sobrevive ao primeiro ano de vida. Assim sendo, 80% da população de pinguins-imperador é composta por adultos com cinco ou mais anos de vida.

### Localização
Como a espécie não possui locais fixos de incubação que os indivíduos possam utilizar para localizar o parceiro ou as crias, o pinguim-imperador tem que utilizar os chamamentos vocais para a identificação. Utiliza um sistema complexo de vocalizações que são vitais no reconhecimento individual entre os progenitores e entre estes e as crias, apresentando a maior variação em vocalizações individuais de todos os pinguins. Quando vocaliza, o pinguim-imperador utiliza dois intervalos de frequência simultaneamente. As crias utilizam uma vocalização modulada em frequência para pedir comida e para contactar os progenitores.

### Adaptações ao frio
O pinguim-imperador é a espécie de ave que se reproduz no ambiente mais frio. As temperaturas do ar podem chegar aos 40 °C negativos, e a velocidade do vento pode atingir os 144 km/h. A temperatura da água é próxima do ponto de congelamento, com cerca de 1,8 °C negativos, que é muito inferior à temperatura média corporal do pinguim-imperador, que é de 39 °C. A espécie adaptou-se de várias formas para evitar a perda de calor. As penas proporcionam de 80 a 90% do seu isolamento térmico, e possuem uma camada subdérmica de gordura que pode chegar a ter 3 cm de espessura antes de uma época de reprodução. As suas penas rígidas são curtas, lanceoladas e formam um conjunto denso ao longo de toda a superfície da pele. Com cerca de 100 penas a cobrir 6,5 cm², é a espécie de ave com maior densidade de penas. Uma camada extra de isolamento é formado por tufos de primeira plumagem, entre as penas e a pele. Os músculos permitem que as penas permaneçam erectas quando as aves estão em terra, reduzindo a perda de calor ao fixarem uma camada de ar junto à pele. Inversamente, a plumagem ajusta-se junto à pele quando a ave está na água, provocando a impermeabilização da pele e da camada de plumagem adjacente. A limpeza das penas é vital para garantir o correcto isolamento térmico e para manter a plumagem oleosa e repelente de água.
O pinguim-imperador tem a capacidade de fazer termorregulação (manter constante a sua temperatura corporal) sem alterar o seu metabolismo, num intervalo grande de temperaturas. Conhecido como o intervalo termoneutro, pode estender-se dos –10 aos 20 °C. Abaixo deste intervalo de temperatura, a sua taxa metabólica aumenta significativamente, apesar de o indivíduo poder manter a sua temperatura corporal entre os 37,6 e os 38,0 °C até aos -47 °C de temperatura ambiente. Para aumentarem o metabolismo, podem fazer um conjunto de movimentos: nadar, andar e tremer. Um quarto processo envolve a quebra metabólica de gorduras por enzimas, acção induzida pela hormona glucagon. A temperaturas acima de 20 °C, o pinguim-imperador pode exibir agitação, isto porque o aumento de temperatura e de taxa metabólica leva a um aumento da perda de calor. Levantando as suas asas e expondo a parte inferior do corpo, aumenta a exposição da superfície corporal ao ar em cerca de 16%, facilitando uma maior perda de calor.

### Adaptações à pressão
Para além das condições adversas de frio, os pinguins-imperador encontram outro ambiente inóspito enquanto fazem mergulhos profundos. A pressão pode ser 40 vezes superior do que à superfície, o que para a maioria de outros animais terrestres pode causar trauma por pressão (barotrauma). Os ossos dos pinguins são sólidos e não pneumáticos, eliminando o risco de barotrauma mecânico. No entanto, é desconhecido como a espécie evita os efeitos do mal de descompressão induzido pelo nitrogénio. O uso de oxigénio é marcadamente reduzido, derivado da redução da taxa de batimento cardíaco para cerca de cinco vezes por minuto e da paragem de funcionamento dos órgãos que não são vitais, facilitando desta forma mergulhos de maior duração. A hemoglobina e a mioglobina do pinguim-imperador são capazes de se ligar ao oxigénio e também de o transportar, a baixas concentrações no sangue; isto permite que a ave permaneça com as suas funções activas a muito baixas concentrações de oxigénio, condições que normalmente levaria a uma perda de consciência.

## Distribuição e habitat
O pinguim-imperador tem uma distribuição circumpolar, na região antárctica, quase exclusivamente entre os 66º e os 77º de latitude Sul. Quase sempre se reproduz em plataformas estáveis de gelo perto da costa e até 18 km para o interior. As colónias reprodutoras estão normalmente localizadas em áreas onde ravinas de gelo ou icebergues as protegem da ação do vento. A população total está estimada entre 400 mil e 450 mil indivíduos, distribuídos por cerca de 40 colónias independentes. Cerca de 80 mil pares reproduzem-se no sector do Mar de Ross. As maiores colónias de reprodução estão localizadas no Cabo Washington (de 20 mil a 25 mil pares), na Ilha Coulman e na Terra de Vitória (cerca de 22 mil pares), Baía Halley, Terra de Coats (de 14.300 a 31.400 pares), e Baía Atka na Terra da Rainha Maud (16 mil pares). Duas colónias em terra foram relatas: uma na Ilha Dion, na Península Antártica, e outra numa península na Geleira de Taylor, no Território Antárctico Australiano. Indivíduos dispersos têm sido relatados na Ilha Heard, nas Ilhas Geórgia do Sul e Sandwich do Sul e na Nova Zelândia.

## Comportamento
O pinguim-imperador é um animal social relativamente aos seu comportamentos de nidificação e procura de alimento: as aves que caçam juntas podem coordenar os seus mergulhos e retornos à superfície. Possui hábitos tanto diurno quanto noturno. Um macho adulto viaja a maior parte do ano, entre a área de nidificação e as áreas de alimentação no mar. A espécie dispersa no mar entre Janeiro e Março.
O fisiologista dos Estados Unidos da América, Gerry Kooyman, revolucionou o estudo do comportamento de procura de alimentos pelos pinguins, em 1971, quando publicou resultados que derivavam de recolha informação através de aparelhos colocados directamente nos pinguins-imperadores. Descobriu que a espécie alcança profundidades de 265 m, com períodos mergulho que iam até aos 18 minutos. Pesquisas posteriores revelaram que uma pequena fêmea tinha mergulhado até uma profundidade de 535 m, perto do Estreito de McMurdo. É possível que o pinguim-imperador possa mergulhar mais fundo, visto que a pressão afectou a precisão dos aparelhos de medida a essas profundidades. Estudo posterior acerca de comportamento de uma ave revelou mergulhos regulares até 150 m em águas com 900 m de profundidade e mergulhos pouco profundos até menos de 50 m, misturados com mergulhos profundos de mais de 400 m em águas com 450 a 500 m de profundidade. Isto sugere uma alimentação quer perto da superfície quer junto ao fundo oceânico.
Quer o macho quer a fêmea de pinguim-imperador procuram alimento até uma distância de 500 km das colónias, cobrindo no total entre 82 e 1454 km por indivíduo e por viagem. Um macho que regresse ao mar após o período de incubação, dirige-se directamente para áreas de mar aberto permanente, conhecidas como polínias, a cerca de 100 km da colónia.

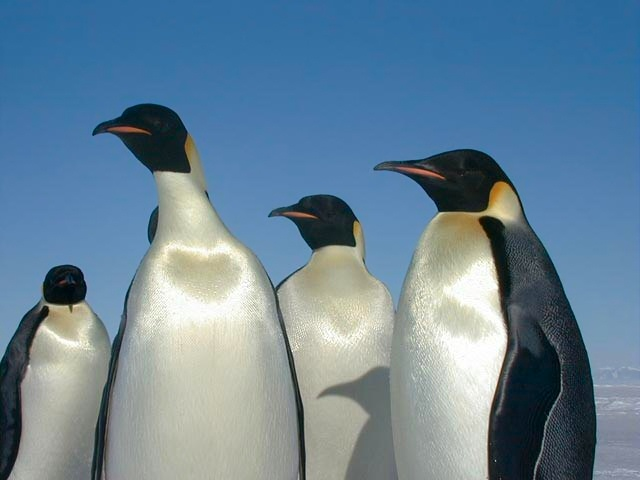
Pinguins-imperadores juntos: Como defesa contra o frio, uma colónia de pinguins-imperador forma um agregado compacto.

Nadador eficiente, o pinguim-imperador exerce pressão com o batimento das asas, no movimento para cima e no movimento para baixo. O movimento para cima é contra a força que impele a boiar, ajudando a ave a manter a profundidade. A sua velocidade média de mergulho é de 6 a 9 km/h. Em terra, o pinguim-imperador alterna entre um movimento de andar, ondulante, e um movimento deslizante de peito sobre o gelo em que a propulsão é efetuada com a ajuda das patas e das asas. Tal como as outras espécies de pinguins, o pinguim-imperador não tem capacidade de voar.
Como defesa contra o frio, uma colónia de pinguins-imperador forma um agregado compacto, que pode consistir entre dez a várias centenas de aves, com cada indivíduo inclinando-se em direcção ao seu vizinho. As aves na periferia tendem a movimentar-se lentamente ao longo da borda do agregado, produzindo uma acção de mistura lenta e provocando que cada ave esteja períodos dentro ou na periferia do agregado.

### Dieta
A dieta do pinguim-imperador é composta principalmente por peixes, crustáceos e cefalópodes, apesar da sua composição variar de população para população. O peixe é normalmente a fonte de alimento mais importante, sendo que a espécie Pleuragramma antarcticum perfaz a maior parte da dieta da ave. Outras presas que foram registadas incluem outros peixes da família Nototheniidae, duas espécies de cefalópodes, Psychroteuthis glacialis e Kondakovia longimana, assim como o krill antártico (Euphausia superba). O pinguim-imperador procura as suas presas em mar aberto, no Oceano Antártico, em regiões livres de gelo ou em regiões com plataformas de gelo onde existam aberturas para a água. Uma das suas estratégias de alimentação consiste no mergulho a profundidades de 50 m, onde pode facilmente localizar peixes que povoam as regiões logo abaixo da camada de gelo, como a espécie Pagothenia borchgrevinki que nada logo junto à camada de gelo, apanhando-os de seguida. Depois, mergulha novamente, repetindo a sequência cerca de meia dúzia de vezes antes de vir à superfície para respirar.

### Predadores

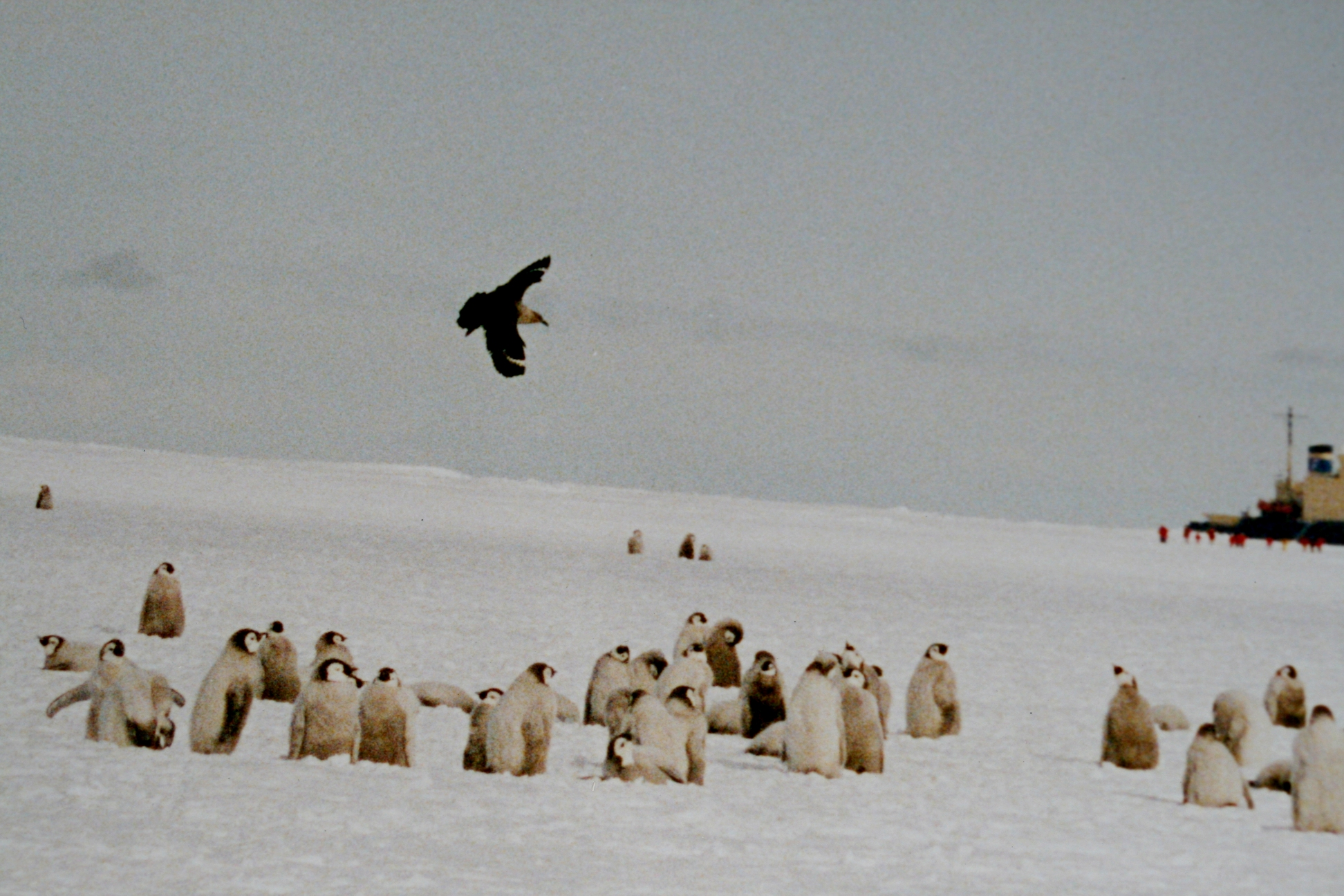
Mandrião-do-sul a voar sobre as crias de pinguim-imperador, no Mar de Ross, na Antártida.

Os predadores do pinguim-imperador incluem aves e mamíferos aquáticos; o petrel-gigante (Macronectes giganteus) é a ave que mais predação exerce sobre o pinguim-imperador, chegando a ser responsável pela morte de 34% das crias em algumas colónias. O mandrião-do-sul (Stercorarius maccormicki) alimenta-se principalmente de crias já mortas, já que as crias vivas são demasiado grandes para serem atacadas, pela altura da sua chegada anual à colónia.
Os principais predadores aquáticos predadores são ambos mamíferos: a foca-leopardo (Hydrurga leptonyx), que captura alguns adultos mas também juvenis que fazem os seus primeiros mergulhos, e a orca (Orcinus orca), que captura aves adultas.

### Parada nupcial e reprodução
O pinguim-imperador atinge a maturidade sexual aos três anos de idade, começando a procriar de um a três anos mais tarde. O ciclo de reprodução anual começa no início do inverno antárctico, em Março e Abril, quando os pinguins-imperador maduros viajam até áreas de nidificação em colónias, muitas vezes caminhando 50 a 120 km desde a borda da plataforma de gelo. O começo da viagem parece ser despoletado por uma diminuição da duração de horas de sol por dia; pinguins-imperador em cativeiro foram induzidos a reproduzirem-se, com sucesso, através do uso de sistemas de iluminação que mimetizavam as variações da duração do dia antárctico.

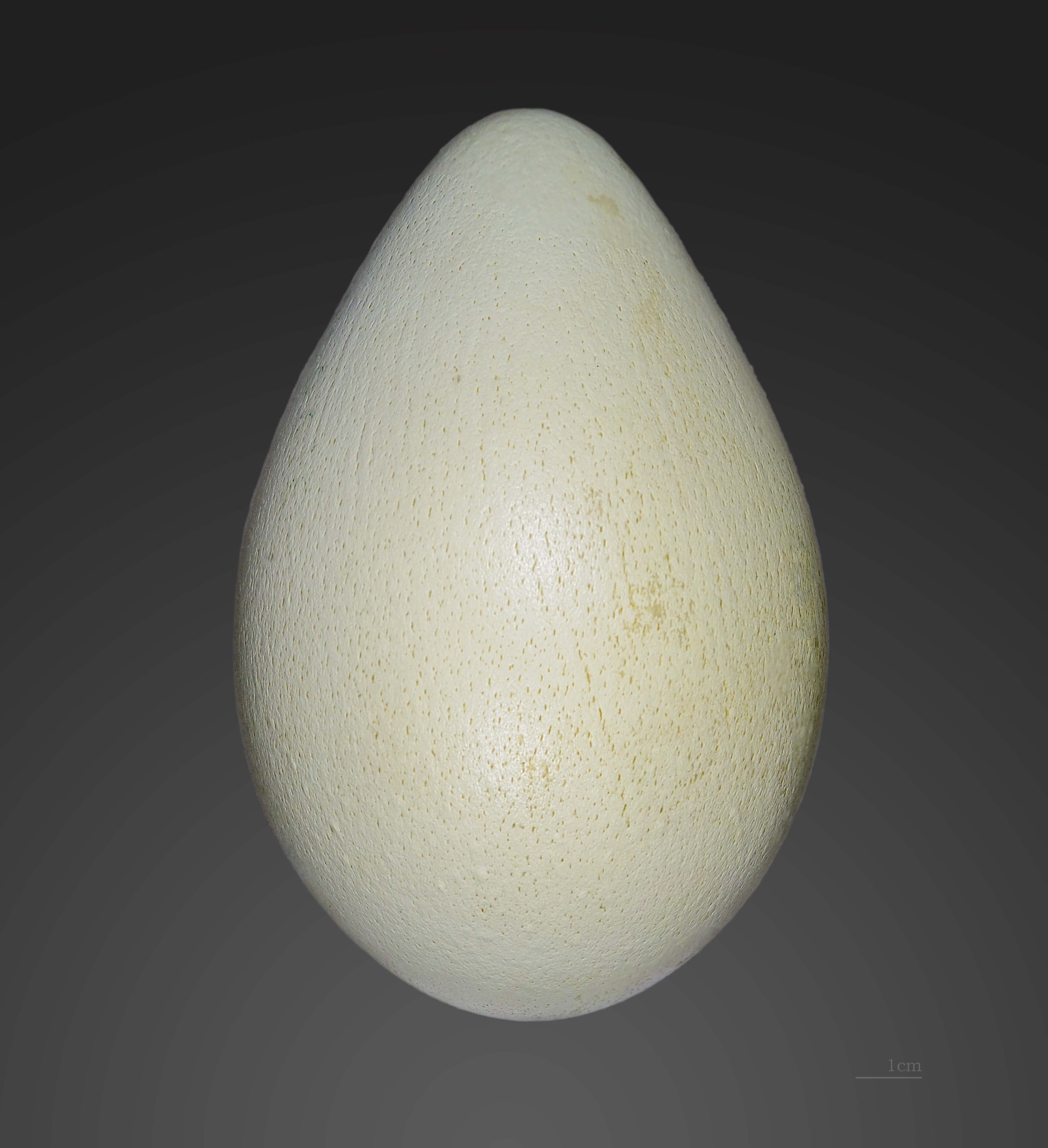
O ovo do pinguim-imperador tem cerca de 13.5 × 9.5cm e uma forma semelhante a uma pêra.

O pinguim começa as paradas nupciais em Março ou Abril, quando a temperatura chega a atingir –40 °C. Um macho solitário começa a sua exibição, de pé, colocando a cabeça sobre o peito antes de inalar e emitir chamamentos de cortejo por cerca de 1 a 2 segundos; de seguida, movimenta-se à volta da colónia, repetindo o chamamento. Um macho e uma fêmea apresentam-se então face a face, e um deles estendendo a cabeça e o pescoço e o outro imitando-o; ambos exibem esta postura durante vários minutos. Uma vez em pares, ambos vagueiam pela colónia juntos, normalmente a fêmea seguindo o macho. Antes da cópula, uma das aves curva o corpo em direcção ao parceiro, com o bico junto ao solo, e a outra ave faz a mesma exibição.
Os pinguins-imperador apresentam monogamia em série. Só têm um parceiro em cada ano e nesse tempo permanecem fiéis. No entanto, a fidelidade para além de um ano é somente de 15%. A estreita janela de oportunidade disponível parece ser uma influência, já que é uma prioridade o acasalamento e reprodução, podendo ser posto de parte a espera do aparecimento do parceiro do ano anterior.
O pinguim fêmea faz a postura de um ovo com cerca de 460–470 g, em Maio ou início de Junho; tem uma forma semelhante a uma pêra, de cor branca esverdeada pálida, medindo entre 12 × 8 cm. Representa apenas 2,3% do peso corporal da progenitora, tornando esta espécie uma das aves que tem uma menor relação entre peso do ovo e peso da progenitora. 15,7% do peso do ovo do pinguim-imperador trata-se da casca; tal como em outras espécies de pinguins, a casca é relativamente espessa de molde a minimizar o risco de fracturas.
Após a postura do ovo, as reservas nutricionais da progenitora estão exauridas. Depois, a fêmea transfere muito cuidadosamente o ovo para o macho, antes de regressar imediatamente ao mar para dois meses em alimentação. A transferência do ovo pode ser uma tarefa difícil e muitos casais deixam cair o ovo no processo. Quando isto acontece, a cria no interior do ovo é imediata e irremediavelmente afectada, já que o ovo não consegue suportar as baixas temperaturas do terreno gelado. O macho incuba o ovo numa bolsa de pele, ventral, balanceando-o com as patas, durante 64 dias consecutivos até a cria irromper do ovo. O pinguim-imperador é a única espécie onde este comportamento é observado; em outras espécies de pinguins, ambos os progenitores alternam a incubação do ovo. Por altura do nascimento da cria, o macho encontra-se sem comer por cerca de 115 dias, desde a sua chegada à colónia. Para sobreviver ao frio e aos ventos de até 200 km/h, os machos formam agregados, andando às voltas dentro deles. Também foram observados expondo as costas em direcção ao vento, com vista a conservarem o calor corporal. Durante os quatro meses de incubação, o macho pode perder até cerca de 20 kg, dos 38 kg iniciais até aos 18 kg finais.

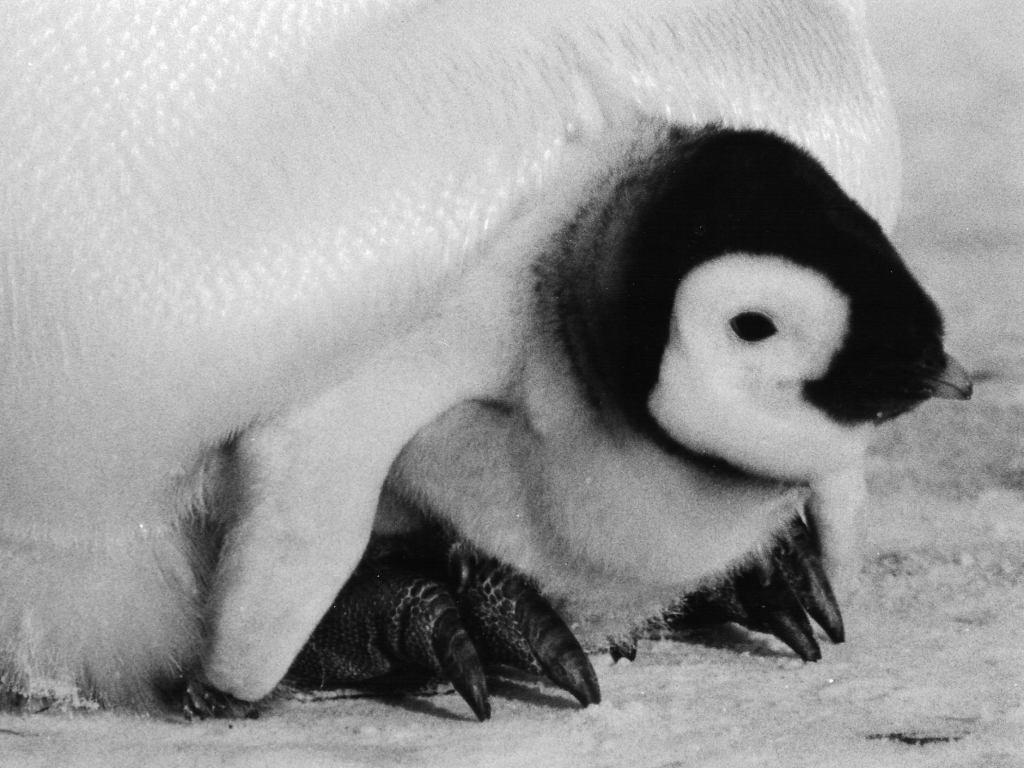
Cria entre as patas de um dos progenitores.

A saída da cria de dentro do ovo pode demorar dois ou três dias. As crias recém-nascidas são semi-altriciais, cobertas com apenas uma fina camada de penugem e inteiramente dependentes dos progenitores para comida e aquecimento. Se a cria sair do ovo antes da progenitora chegar, o pai alimenta-a com uma substância composta de 59% de proteína e 28% de lípidos, produzida por uma glândula no seu esófago. A jovem cria é cuidada durante o que se chama fase de guarda, passando o tempo resguardada em cima das patas dos progenitores e dentro da bolsa ventral.

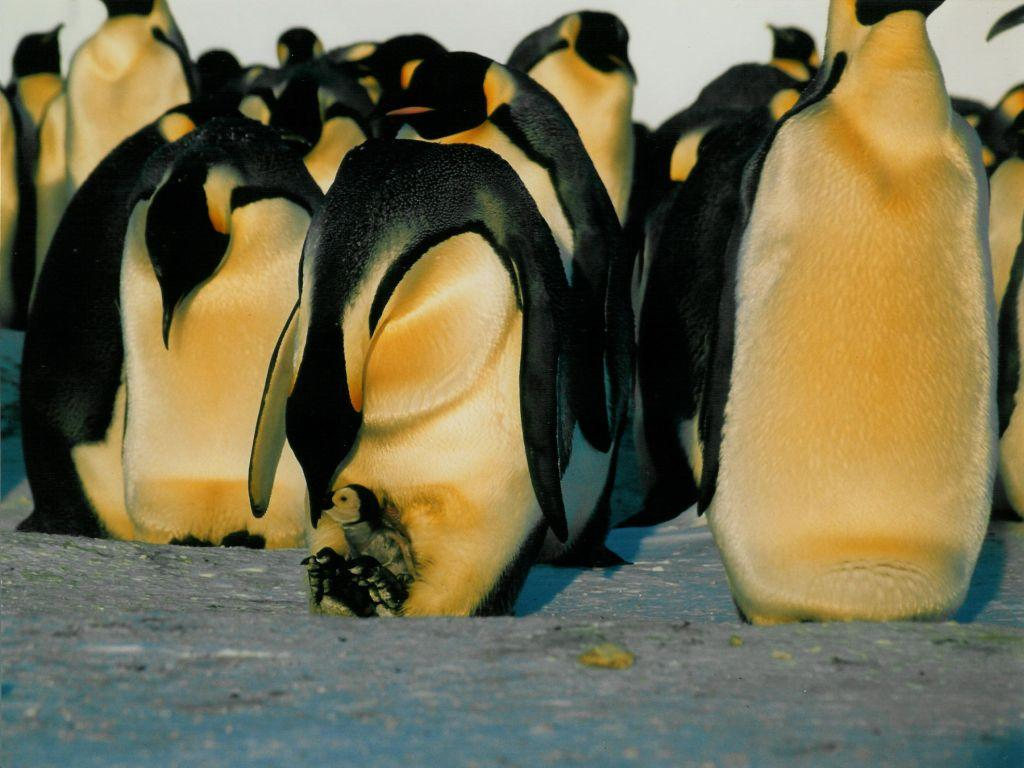
Pinguim-imperador alimentando a cria.

O pinguim-imperador fêmea regressa entre a altura do nascimento da cria e até dez dias depois, de meio de Julho até início de Agosto. Consegue achar o seu par, dentre as centenas de outros progenitores, através do seu chamamento vocal, e depois começa ela a tomar conta da cria, alimentando-a por regurgitação da comida que acumulou no seu estômago. O macho deixa então a colónia, dirigindo-se ao mar, onde passa cerca de 24 dias antes de regressar. A sua viagem é mais curta que a original, já que o degelo diminuiu a distância entre o local de reprodução e o mar aberto. Os progenitores revezam-se várias vezes: enquanto um toma conta da cria, o outro alimenta-se no mar.
Cerca de 45 a 50 dias após o nascimento, as crias formam creches, juntando-se à procura de calor e protecção. Durante este tempo, ambos os progenitores alimentam-se no mar e regressam periodicamente para alimentar as crias. A creche poderá compreender até vários milhares de aves densamente aglomeradas e tal é essencial para a sobrevivência às baixas temperaturas da região antárctica.
Desde o início de Novembro, as crias começam a ganhar a plumagem de adulto, processo que pode durar até dois meses e muitas vezes não está concluído pela altura em que abandonam a colónia; os adultos cessam de alimentar as crias por volta desta altura. Todas as aves fazem a relativa pequena viagem em direcção ao mar, em Dezembro ou Janeiro, passando o resto do Verão a alimentarem-se.

## Relação com humanos
A espécie tem sido reproduzida em cativeiro no SeaWorld San Diego; mais de 20 indivíduos nasceram neste local desde 1980. Considerada como espécie-bandeira, 55 indivíduos existiam em cativeiro, em aquários e zoológicos da América do Norte, em 1999. A espécie é conservada em cativeiro em apenas dois locais no mundo.